# Piper Curda
Piper Joy Curda (n. 6 august 1997) este o actriță și cântăreață americană, cunoscută pentru rolul său în serialul original de la Disney Channel, Nu-i vina mea!.

## Viața și cariera
Piper Curda s-a născut în Tallahassee, Florida și a fost crescută în Chicago. Este fiica bridadierului general al armatei americane, Stephen K. Curda, Piper este una dintre cinci copiii. Împreună cu sora sa mai mare Riley, ea a apărut în muzicalul The King and I. La vârsta de 12 ani, ea a jucat-o pe Roly-Poly turneul național pe Broadway The 101 Dalmatians Musical. În 2011, ea a interpretat-o pe Casey în seria Disney.com, Rule the Mix. De asemenea, ea a fost invitată specială în seriale TV, precum Law & Order: Special Victims Unit, Body of Proof și Malibu Country, și a avut un rol recurent în Bobocii isteți. În iunie 2013, Piper a primit rolul lui Jasmine în sitcomul Disney Channel Nu-i vina mea!, care a avut premiera în Statele Unite ale Americii în ianuarie 2014. Ea și-a lansat primul său single, „Losing You”, pe data de 15 ianuarie 2014, iar videoclipul muzical – pe data de 27 ianuarie. În prezent, Piper învață acasă.

## Filmografie
| An           | Film                              | Rol                                  | Note |
| ------------ | --------------------------------- | ------------------------------------ | --- |
| 2008         | Nothing Like the Holidays         | Copil din vecini                     | Necreditată                                                                                              |
| 2011         | The Joey and Elise Show           | Ea însăși                            | Episoade: „The Best of 2011” și „The Curda Family”                                                       |
| 2011         | Law & Order: Special Victims Unit | Ella Mendez                          | Episod: „Blood Brothers”                                                                                 |
| 2011         | Body of Proof                     | Alice                                | Episod: „Your Number's Up”                                                                               |
| 2011–2012    | Rule the Mix                      | Casey                                | Rol recurent                                                                                             |
| 2012         | Shmagreggie Saves the World       | Meghan                               | Disney Channel episod pilot                                                                              |
| 2012         | Randy Cunningham: 9th Grade Ninja | Debbie Kang                          | Episod: „Viva El Nomicon” și „Night of the Living McFizzles”                                             |
| 2012         | Malibu Country                    | Bethany / Leyna                      | Episoade: „Pilot” și „Baby Steps”                                                                        |
| 2013–2014    | Bobocii isteți                    | Kennedy Van Buren / Kumiko Hashimoto | Episoade: „trANTsferred”, „secret agANT”, „unforseen circumstANTs”, „finANTial crisis” și „meANT to be?” |
| 2013         | Rizzoli & Isles                   | Megan                                | Episod: „All for One”                                                                                    |
| 2013         | Reading, Writing & Romance        | Fiona                                | Film de televiziune                                                                                      |
| 2013         | Phys Ed                           | Nancy                                | Episod pilot                                                                                             |
| 2014–prezent | Nu-i vina mea!                    | Jasmine Kang                         | Rol principal; serial original Disney Channel                                                            |
| 2014         | Liv și Maddie                     | Kathy Kan                            | Episod: „Kathy Kan-A-Rooney”                                                                             |
| 2015         | Plaja adolescenților 2            | Alyssa                               | Rol principal; film original Disney Channel                                                              |

## Discografie

### Single-uri
| An   | Single                 | Album                       |
| ---- | ---------------------- | --------------------------- |
| 2014 | „Losing You”           | N/A                         |
| 2014 | „Messing With My Head” | N/A                         |
| 2014 | „Taking Me Higher'”    | While You Were Away... - EP |
| 2014 | „Letting Go”           | N/A                         |